# Bāzhergah
Bāzhergah (persiska: باژرگه) är en ort i Iran.   Den ligger i provinsen Västazarbaijan, i den nordvästra delen av landet, 600 km väster om huvudstaden Teheran. Bāzhergah ligger 1 807 meter över havet och antalet invånare är 115.
Terrängen runt Bāzhergah är huvudsakligen kuperad, men åt sydväst är den platt.Runt Bāzhergah är det ganska tätbefolkat, med 185 invånare per kvadratkilometer. Närmaste större samhälle är Salmās, 20,0 km norr om Bāzhergah. Trakten runt Bāzhergah består i huvudsak av gräsmarker.